# Danderesso
Danderesso é uma comuna rural do sul do Mali da circunscrição de Sicasso e região de Sicasso. Segundo censo de 1998, havia 26 265 residentes, enquanto segundo o de 2009, havia 41 723. A comuna inclui 1 cidade e 30 vilas.